# La señal (canción de Daddy Yankee)
«La Señal» es el quinto sencillo que se desprende del álbum de Daddy Yankee titulado Mundial.

## Lista
| Lista (2010)                 | Máxima posición |
| ---------------------------- | --------------- |
| Argentina Top 100            | 60              |
| Argentina Los 40 principales | 1               |